# Monastero di Santa Clara-a-Nova

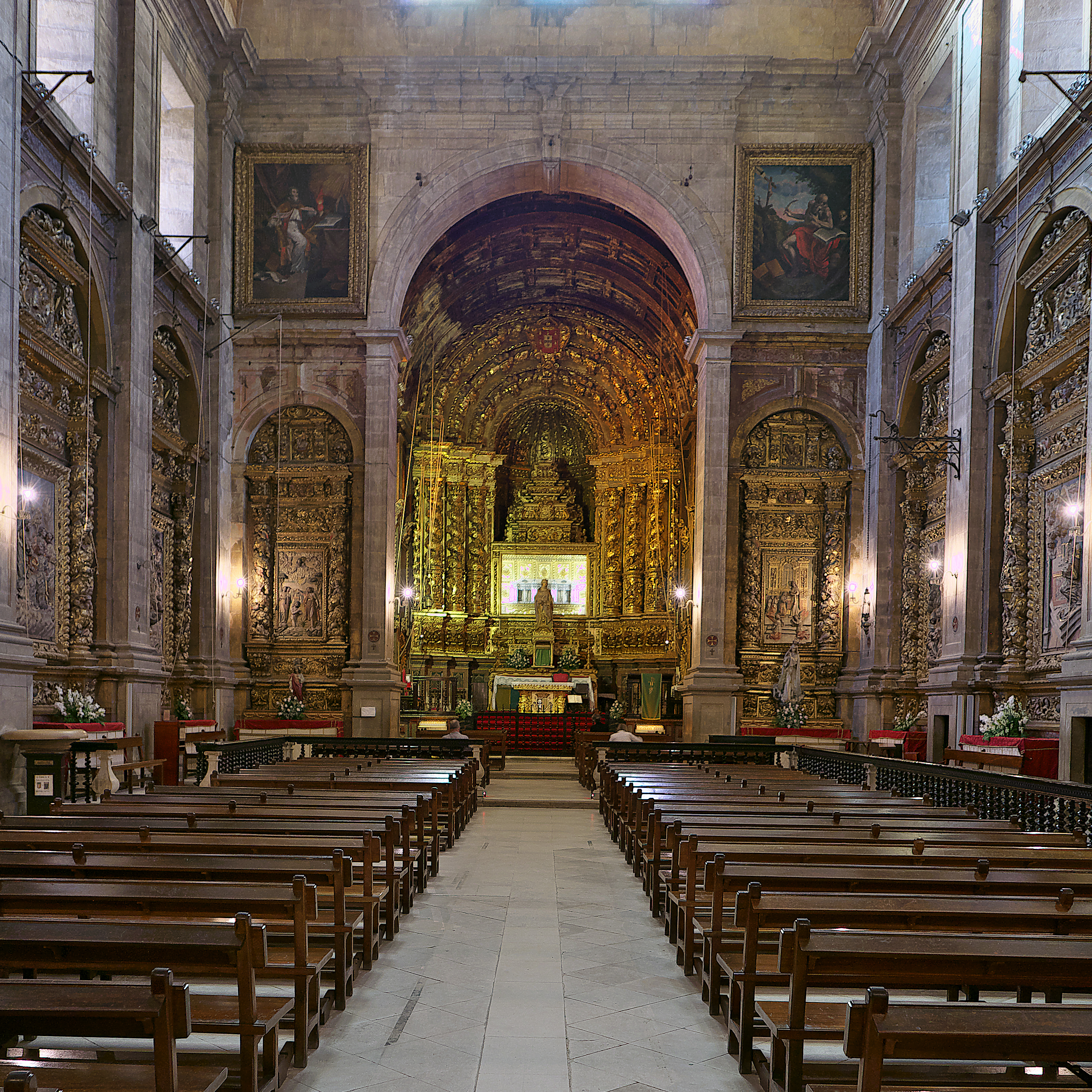
L'altare maggiore del convento

Il monastero di Santa Clara-a-Nova (in portoghese: Mosteiro de Santa Clara-a-Nova) è un monastero di Coimbra, in Portogallo. Fu costruito in sostituzione del monastero medievale di Santa Clara-a-Velha, situato nelle vicinanze, che all'epoca era soggetto a frequenti allagamenti dalle acque del fiume Mondego. Il monastero fu costruito tra il XVII e XVIII secolo ed è classificato come monumento nazionale. Si trova nella freguesia di Santa Clara.

## Storia
Il monastero di Santa Clara di Coimbra fu costruito all'inizio del XIV secolo vicino al fiume Mondego dalla regina Elisabetta del Portogallo, moglie del re Dionigi del Portogallo. La regina fu molto ammirata durante e dopo la sua vita per la sua natura pia e generosa e fu canonizzata nel XVII secolo.
Nel corso dei secoli la chiesa e gli edifici monastici sono stati ripetutamente allagati dal Mondego. Nel XVII secolo, sotto il governo del re Giovanni IV, si decise di costruire un nuovo monastero per la comunità religiosa. I lavori di costruzione iniziarono nel 1649 e terminarono nel 1696. Tutte le suore e le tombe gotiche della regina Elisabetta e di altre principesse reali furono trasferite nel nuovo monastero, chiamato "Santa Clara-a-Nova" (Santa Chiara-la-Nuova).

## Architettura
Il progetto del monastero fu affidato a padre João Turriano, monaco benedettino e ingegnere reale, che concepì l'insieme nel semplice stile manierista del Portogallo del XVII secolo. I lavori di costruzione furono guidati dall'architetto reale Mateus do Couto. La chiesa, consacrata nel 1696, è a pianta rettangolare, ha una navata unica e manca di transetto. L'interno è illuminato da una serie di finestre (a lucernario) situate al secondo piano della navata.
Le cappelle laterali e la cappella principale ospitano un totale di 14 pale d'altare in legno intagliato dorato (talha dourada) in stile tardo XVII secolo. La pala dell'altare maggiore, in particolare, è un eccezionale esempio del cosiddetto stile "nazionale" (estilo nacional). Questa pala d'altare incorpora la tomba della Santa Regina Elisabetta, fondatrice del monastero, realizzata in argento e cristallo, affidata nel 1614 agli artisti Domingos Lopes e Manuel Moreira. La statua della regina Santa Elisabetta è un'opera del XIX secolo dello scultore António Teixeira Lopes.
L'entrata principale della chiesa, decorata con lo stemma reale sorretto da due angeli, si trova sulla facciata sud, come era tipico dei conventi delle suore in Portogallo. La porta del convento è un'opera tardo barocca del 1761 attribuita all'architetto ungherese Carlos Mardel. Mardel è anche accreditato con il progetto di almeno una parte dei chiostri a due piani del convento, un capolavoro dell'architettura barocca portoghese.